# Chazeaux

Chazeaux este o comună în departamentul Ardèche din sud-estul Franței. În 1 ianuarie 2022 avea o populație de 134 de locuitori.